# 固定資本
固定資本（こていしほん）とは、近代経済学における総資本を構成する要素の1つ。機械や建物に、投下される資本を指す。近代経済学においては、その効用は、機械の耐用年数の間に減価し、耐用年数に達すると失われるとされる。会計学上は、新規購入時に固定資産として計上され、その減価分は、減価償却費として、経費計上される。

## マルクス経済学における固定資本
マルクス経済学においては、固定資本に投下された価値は、全使用期間の生産過程において、徐々に商品に移転し、その一部が商品の価格に反映し、市場において他の価値（貨幣)と交換され、最終消費者によって消費されるとされる。マルクス経済学では、流動資本の一部である原材料とともに不変資本の一部を構成する。